# Larisa Oleynik
Larisa Romanovna Oleynik (Santa Clara County, 7 juni 1981) is een Amerikaans actrice en voormalig kindster. Ze speelde van 1994 tot en met 1998 de hoofdrol in de televisieserie The Secret World of Alex Mack en maakte in 1995 haar debuut op het grote scherm in The Baby-Sitters Club.

## Carrière
Oleynik (uitgesproken als: oh-LEE-nik) groeide op in San Francisco en begon op achtjarige leeftijd met acteren in een regionale productie van Les Misérables. Na deze start nam ze een agent in dienst en nam ze acteerlessen. Oleynik bezocht de Pinewood School en het Sarah Lawrence College. Hier studeerde ze in 2004 af.
Oleyniks eerste rol voor de camera was een eenmalig gastoptreden in 1993 in de televisieserie Dr. Quinn, Medicine Woman. Na deze serie kreeg ze de hoofdrol in The Secret World of Alex Mack, dat in Nederland door onder meer Yorin, RTL en Veronica werd uitgezonden. Daarin speelde ze een meisje met bovennatuurlijke krachten, verkregen door een ongeluk bij een chemische fabriek.

## Filmografie
*Exclusief televisiefilms
- Wish Upon a Christmas (2015)
- Jessabelle (2014)
- BFFs (2014)
- Orenthal: The Musical (2013)
- Atlas Shrugged II: The Strike (2012)
- Together Again for the First Time (2008)
- Broken Windows (2008)
- Relative Obscurity (2007)
- Pope Dreams (2006)
- Bringing Rain (2003)
- A Time for Dancing (2002)
- An American Rhapsody (2001)
- 100 Girls (2000)
- 10 Things I Hate About You (1999)
- The Baby-Sitters Club (1995)

## Televisieseries
*Exclusief eenmalige gastrollen
- Hawaii Five-0 - Jenna Kaye (2011-2014, zeven afleveringen)
- Pretty Little Liars - Maggie Cutler (2012-2014, zeven afleveringen)
- Winx Club: Enchantix - stem Icy (2011-2012, 28 afleveringen)
- Mad Men - Cynthia Cosgrove (2010-2012, vier afleveringen)
- Pepper Dennis - Brianna (2006, twee afleveringen)
- 3rd Rock from the Sun - Alissa Strudwick (1998-2000, 21 afleveringen)
- Boy Meets World - Dana Pruitt (1996-1998, drie afleveringen)
- The Secret World of Alex Mack - Alex Mack (1994-1998, 79 afleveringen)

- Gemeinsame Normdatei: 131731736X
- International Standard Name Identifier: 0000 0000 5316 1714
- Library of Congress Control Number: nr2003017780
- Nationale Bibliotheek van Polen: a0000001700742
- Virtual International Authority File: 41783563
- WorldCat: E39PBJr838twC3PHPpGvW47fv3